# Jean Oser
Jean Oser appelé également Hans Oser, né le 18 janvier 1908 à Strasbourg et mort le 20 février 2002 à Regina dans la province de la Saskatchewan au Canada, est un monteur et documentariste germano-américain.

## Biographie
Fils d'un directeur de cirque, Jean Oser a grandi à Berlin. Il collabora dès lors comme monteur à des productions réalisées par de jeunes metteurs en scène qui sont devenus des personnalités du septième art, notamment Georg Wilhelm Pabst et Carl Froelich.
Jean Oser quitta l'Allemagne au début des années 1930 pour s'installer à Paris avec son épouse, une ballerine originaire de Riga. À Paris, il fut le monteur des trois versions du film franco-allemand L'Atlantide de Georg Wilhelm Pabst, sorties en 1932. Il monta ensuite le film Don Quichotte de Georg Wilhelm Pabst. Avec la montée du nazisme, Jean Oser décida de rester en France. Il collabora comme monteur avec Max Ophüls notamment pour le film De Mayerling à Sarajevo sorti le 1er mai 1940 durant la « drôle de guerre ».
Lorsque Paris fut occupé par l'armée du Troisième Reich, le couple se sépara pour se retrouver à New York à la fin de la Seconde Guerre mondiale. Après la guerre, Jean Oser resta aux États-Unis et se tourna vers la production (comme directeur) et le montage final notamment pour des courts-métrages documentaires. En 1952, il obtint l'Oscar du meilleur court métrage en prises de vues réelles pour son film Light in the Window. Au début des années 1960, il a travaillé pour une série documentaire télévisée sur la Seconde Guerre mondiale et le Premier ministre britannique Winston Churchill. Par la suite il réalisa un documentaire sur le président américain Franklin Delano Roosevelt.
Jean Oser poursuivit sa carrière comme monteur, tant pour le cinéma que pour la télévision, et réalisa des documentaires touristiques et industriels.
En 1970, invité par l'Université de la Saskatchewan, il inaugura l'École de cinéma à Regina, dont de nombreux jeunes réalisateurs furent inspirés[pas clair].
Au début des années 1980, il enseignait à Ottawa, où il donnait des cours d'initiations à la production cinématographique et d'esthétique du cinéma.

## Récompense
- Oscar du meilleur court métrage en prises de vues réelles en 1952 pour Light in the Window

## Filmographie
- 1927 : Vormittagsspuk (court-métrage)
- 1929 : Das Land ohne Frauen
- 1929 : Die Nacht gehört uns
- 1930 : Menschen im Busch (documentaire)
- 1930 : Auf Tigerjagd in Indien (documentaire)
- 1930 : Westfront 1918 (Quatre de l'infanterie)
- 1930 : Dreyfus
- 1930 : Der Korvettenkapitän
- 1931 : Die Dreigroschenoper (L'Opéra de quat'sous)
- 1931 : Das Lied vom Leben (documentaire)
- 1931 : Kameradschaft (La Tragédie de la mine)
- 1932 : Skandal in der Parkstraße
- 1932 : Die Herrin von Atlantis (L'Atlantide)
- 1933 : Don Quichotte
- 1933 : Du haut en bas
- 1935 : Arènes joyeuses
- 1935 : Le Petit sauvage
- 1935 : La Rosière des halles
- 1936 : La Brigade en jupons
- 1936 : La Garçonne
- 1937 : L’Affaire Lafarge
- 1937 : Dunja (Nostalgie)
- 1938 : Le Drame de Shanghai
- 1938 : Die Zehnte soll es sein (Accord final)
- 1939 : Le Monde en armes (auch Regie)
- 1940 : Von Mayerling bis Sarajevo (De Mayerling à Sarajevo)
- 1944 : Salute to France
- 1948 : Will it Happen Again?
- 1948 : Israel in Action
- 1950 : Magnetic Tide
- 1951 : Working Together
- 1952 : oy of Living
- 1952 : Light in the Window (oscar 1952)
- 1953 : The American Road
- 1960 : Winston Churchill: The Valiant Years (documentaire)
- 1965 : F.D.R. Franklin Delano Roosevelt (documentaire)
- 1969 : Waterloo
- 1991 : Der andere Blick (documentaire)